# Quintino Carrera
Quintino Carrera, född 1840 i Turin, död 1927, var en italiensk dramatisk författare,  bror till Valentino Carrera.
Carrera, som var juris doktor, samarbetade ibland med brodern (komedin A. B. C., 1873), men skrev för egen del mest på dialekt. Den samlade upplagan av hans dramatiska alster utkom 1886 i Turin under titeln Teatro in dialetto piemontese, 2 band.